# ها جونگ وو
کیم سونگ هون (زادهٔ ۱۱ مارس ۱۹۷۸) که بیشتر با نام ها جونگ وو (کره‌ای: 하정우) شناخته می‌شود، بازیگر، کارگردان فیلم، فیلم‌نامه‌نویس و تهیه‌کننده فیلم اهل کره جنوبی است. از فیلم‌هایی که وی در آن نقش داشته‌است می‌توان به تعقیب‌کننده، بیستی بویز، پرونده برلین، کنیز، ریزش خاکستر، همراه با خدایان: دو جهان و همراه با خدایان: ۴۹ روز آخر اشاره کرد.